# Handball Club Semur-en-Auxois
Le Handball Club Semur-en-Auxois, ou HBC Semur, est un club de handball français fondé en 1965 à Semur-en-Auxois par Jacques Pinard. Il atteint pour la première fois le niveau professionnel (Pro D2) à l'occasion de la saison 2010-2011. Il y sera pensionnaire pendant 3 saisons avant d'être relégué en 2013. Il évolue ensuite en Nationale 1 (D3) avant d'être relégué en Nationale 2 en 2018 .

## Salle
La salle de sport a une capacité de 500 places en 2012-2013. En 2013, il est prévu un projet d'agrandissement de la salle avec la construction d'une deuxième tribune, pour doubler la capacité d'accueil de cette salle et également la rénovation du parquet.

## Budget
Pour la saison 2016 / 2017 le budget est estimé aux alentours de 700 000 €